# Silina Baru
Silina Baru is een bestuurslaag in het regentschap Nias Selatan van de provincie Noord-Sumatra, Indonesië. Silina Baru telt 197 inwoners (volkstelling 2010).